# Le Monde après nous (film, 2021)
Pour les articles homonymes, voir Le Monde après nous.
Pour plus de détails, voir Fiche technique et Distribution.
Le Monde après nous est une comédie dramatique française réalisée par Louda Ben Salah-Cazanas et sortie en 2021.

## Synopsis
Après le petit succès de l'une de ses nouvelles, le jeune écrivain Labidi El Morchedi travaille à son premier roman. Il survit grâce à de petits boulots et partage avec son colocataire et meilleur ami Alekseï une petite chambre à Paris, où ils dorment par équipes, car la ville est chère. Labidi finance sa subsistance en livrant des repas à vélo.
La mère de Labidi, Fatma, originaire de Tunisie, tient un café à Lyon avec son père Jacques. Lorsqu'il y rencontre Elisa Rollet, une étudiante qui veut devenir actrice, c'est pour lui le coup de foudre. Accompagné de son agent Vincenct, Labidi s'engage, lors d'un entretien avec une éditrice, à terminer son roman sur la guerre d'Algérie dans les six mois et signe le contrat. Il se rend désormais régulièrement à la bibliothèque pour faire des recherches et écrire, mais ses pensées sont trop souvent tournées vers Elisa. Il lui rend d'abord visite à l'improviste à Lyon et la présente à ses parents, puis Elisa vient à Paris. Leur vie amoureuse n'est pas facile dans la petite chambre qu'il partage avec Alekseï, même s'ils s'entendent bien tout de suite.

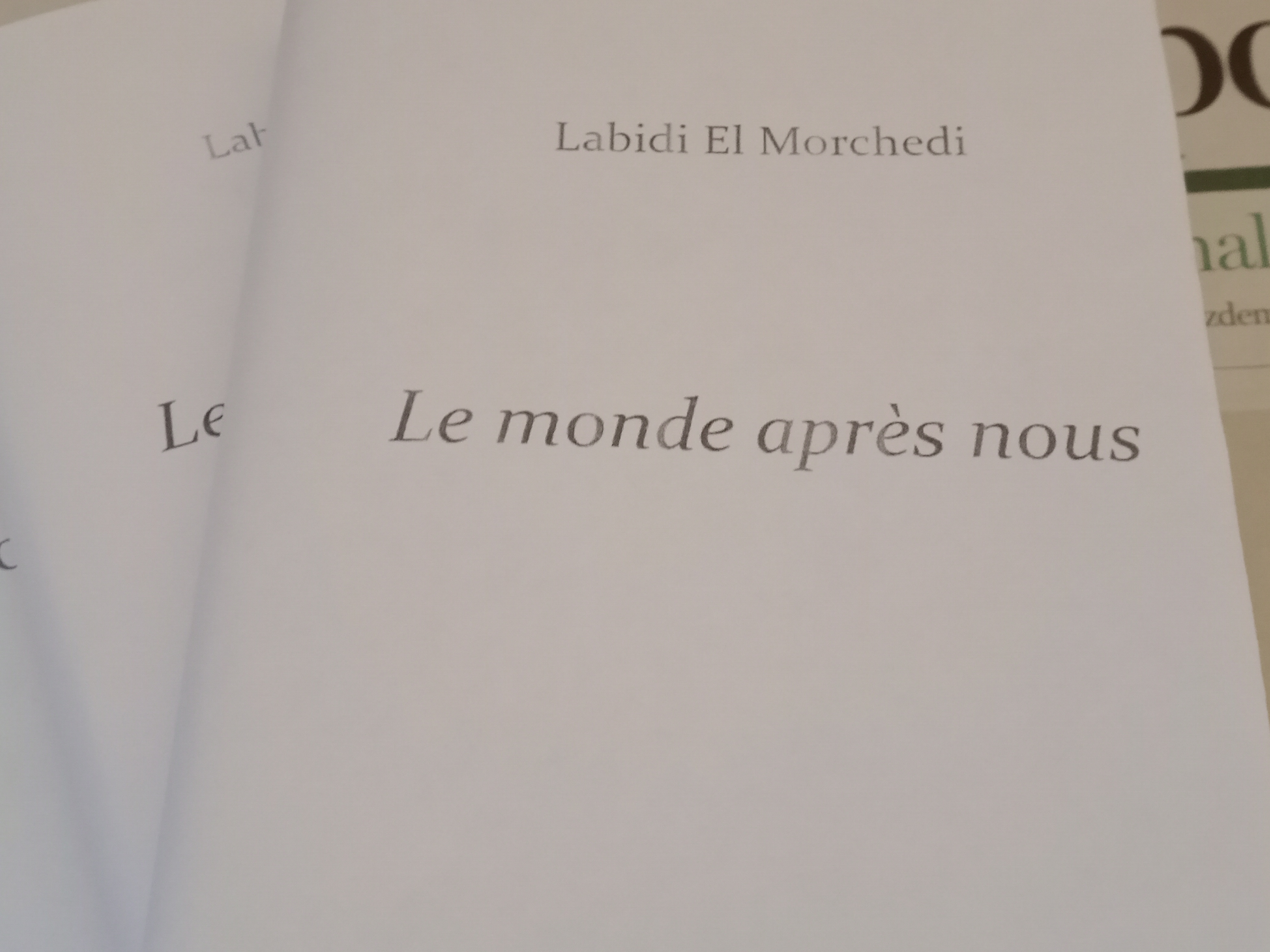
Finalement, Labidi publie son autobiographie intitulée Le Monde après nous.

Le travail sur le roman de Labidi n'avance que lentement. Comme il n'a pas encore reçu d'avance pour son travail et que son compte en banque est constamment dans le rouge, Labidi va jusqu'à voler de la nourriture pour pouvoir cuisiner pour Elisa. Après avoir appris que le livre d'un camarade d'études avait été publié avant le sien et s'être senti exposé peu après en livrant des repas à ce dernier et en prenant conscience de sa propre situation financière précaire, il abandonne son travail de livreur. Il se met à la recherche d'un logement en présentant de faux justificatifs de revenus.
Lorsqu'il parle à Elisa, à Lyon, de son nouvel appartement et de son projet de vivre avec elle, elle est d'abord indécise quant à l'idée de s'installer à Paris. Elle ne pourrait pas non plus participer au loyer. Labidi lui dit qu'elle n'a pas à le faire non plus. Il regarde des vidéos sur Internet qui expliquent comment gagner rapidement beaucoup d'argent. Il s'essaie à l'escroquerie à l'assurance, mais lorsqu'il veut simuler un accident avec un camion, on croit qu'il a voulu se suicider et il n'en sort que meurtri. Elisa ne peut plus voir ses pitoyables tentatives d'obtenir de l'argent, elle appelle les parents de Labidi et leur demande une aide financière temporaire.
Labidi a un nouveau travail de vendeur dans un magasin de lunettes. En revanche, tout ne va pas très bien dans son couple. Elisa et lui commencent à se disputer et un matin, elle part. Elle retourne à Lyon pour prendre un peu de distance. Lorsque son père meurt en 2020, il revient à Paris après ses funérailles et commence à écrire une toute nouvelle histoire. Il est tout à fait honnête avec lui-même, se focalise sur sa personne et se décrit comme un migrant qui joue à avoir de l'argent et comme une personne qui est toujours cynique face à sa propre situation. Lorsqu'il présente le manuscrit terminé, intitulé « Le monde après nous », à son agent, celui-ci est profondément contrarié, car il s'agit de quelque chose de totalement différent de ce qui avait été promis. Labidi est cependant convaincu par sa dernière œuvre et l'éditrice accepte également le livre autobiographique comme substitut au roman.
Après le retour d'Elisa auprès de Labidi, ils décident de se marier. C'est le jour de leur mariage que Labidi tient enfin entre ses mains la première édition imprimée de son roman. Il a maintenant tout ce qu'il a toujours voulu,.

## Fiche technique
- Titre original français : Le Monde après nous[3]
- Réalisation : Louda Ben Salah-Cazanas
- Scénario : Louda Ben Salah-Cazanas
- Photographie : Amine Berrada
- Montage : Vincent Tricon
- Musique : Jean-Charles Bastion
- Décors : Julien Salban Crema
- Production : Olivier Capelli
- Société de production : 21juin Cinema, Les Idiots
- Format : couleurs
- Pays de production :  France
- Langue originale : français
- Durée : 85 minutes
- Genre : comédie dramatique, chronique sociale
- Date de sortie :
  - Allemagne : 11 juin 2021 (Berlinale 2021)
  - France : 2 juillet 2021 (Festival de La Rochelle) ; 20 avril 2022 (sortie nationale)

## Distribution
- Aurélien Gabrielli : Labidi El Morchedi
- Louise Chevillotte : Elisa Rollet
- Saadia Bentaïeb : Fatma El Morchedi
- Jacques Nolot : Jacques El Morchedi
- Léon Cunha Da Costa : Alekseï
- Mikaël Chirinian : Vincent
- Hyacinthe Blanc : Hyacinthe
- Noémie Schmidt : Suzanne
- Isabelle Prim : Isabelle
- Grégoire Lagrange : Nicolas

## Production

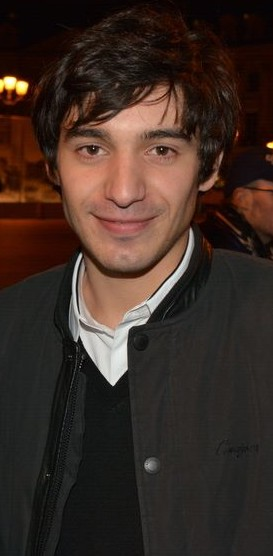
Aurélien Gabrielli en janvier 2016.

Le Monde après nous est le premier long métrage de Louda Ben Salah-Cazanas. Né en 1988 et ayant grandi à Lyon, Salah-Cazanas a étudié les sciences politiques, mais s'est tourné vers la réalisation de films après un stage au service culturel du quotidien Libération. Comme Labidi dans le film, le réalisateur s'était un peu perdu dans l'idée de devoir livrer un grand film après ses quatre premiers courts métrages lors du développement de son premier long métrage et se trouvait également dans une situation financière précaire. Il venait de rencontrer celle qui allait devenir sa femme et son travail l'empêchait de se concentrer sur ses études. Ainsi, Le Monde après nous décrit ce qu'il a vécu à l'époque, et ce que c'était que de vivre à Paris en tant que jeune homme sans ressources, sans que ses origines ne lui permettent simplement de poursuivre son art dans cette ville.
Le titre du film est un clin d'œil au roman Leurs enfants après eux de Nicolas Mathieu.
Lors de l'écriture du scénario de Le Monde après nous, Louda Ben Salah-Cazanas a été aidée par Abdellah Taïa, un écrivain, journaliste et cinéaste marocain ouvertement homosexuel. Ce dernier, issu d'une famille marocaine très pauvre, avait lui-même lutté avec son identité et devait apporter sa sensibilité littéraire au scénario final.

### Attribution des rôles

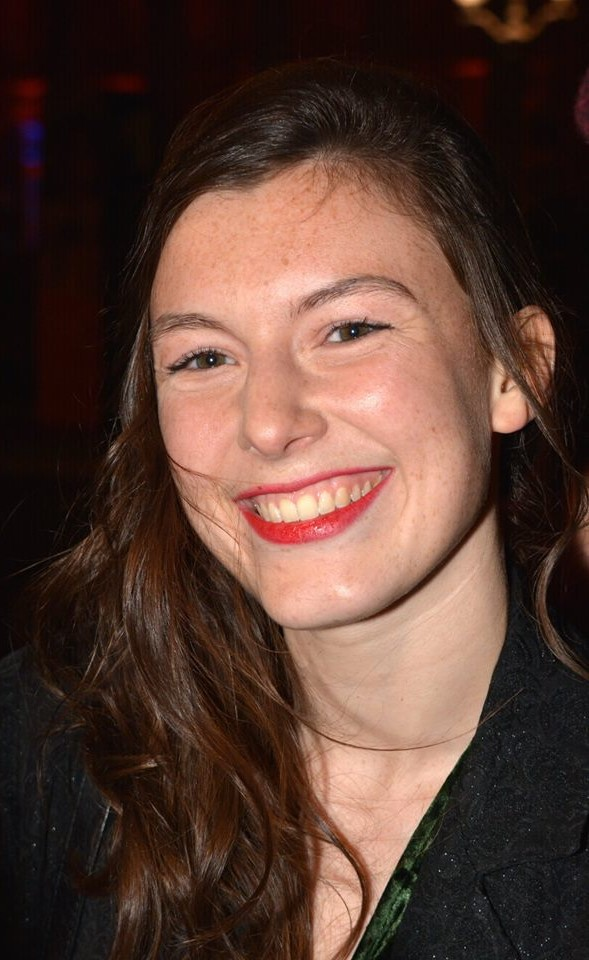
Louise Chevillotte aux César 2018.

Aurélien Gabrielli joue le rôle principal de Labidi, Louise Chevillotte celui d'Elisa. Chevillotte et Gabrielli ont tous deux été désignés par l'Académie des César pour leur rôle respectif parmi les 31 Révélations 2023, nouveaux visages du cinéma français apparus en 2022. Saadia Bentaïeb et Jacques Nolot jouent les rôles de ses parents Fatma et Jacques. Léon Cunha Da Costa joue le colocataire de Labidi, Alekseï, Mikaël Chirinian son agent Vincent. L'actrice suisse Noémie Schmidt a repris le rôle de Suzanne, la supérieure de Labidi dans le magasin de lunettes.
Les prises de vue de la chambre à Paris que Labidi et Alekseï partagent ont été réalisées dans un petit appartement d'une pièce. Le chef opérateur était Amine Berrada.

## Exploitation
Une première présentation a eu lieu le 11 juin 2021 dans le cadre de la Berlinale, dans la section Panorama. La première bande-annonce a été présenté dès le début du mois de mars 2021, en amont du Marché du film européen de la Berlinale. Fin février, début mars 2022, le film a été présenté au Festival international du film de Belgrade. La sortie en France a eu lieu le 20 avril 2022.
Pour son prochain film, un thriller, Ben Salah-Cazanas prévoit de tourner à nouveau avec Gabrielli et Bentaïeb dans le rôle de sa mère.

### Accueil critique
Frédéric Strauss dans Télérama a apprécié le film, pensant à Illusions perdues de Balzac dans une version plus prolétaire, ainsi qu'« au cinéma de Pialat, à sa liberté et à sa vitalité réaliste ».
Fabien Lemercier du magazine de cinéma Cineuropa écrit que le passage à l'âge adulte est un thème classique et souvent repris au cinéma, mais que Louda Ben Salah-Cazanas, par sa sensibilité et sa subtilité, parvient à tendre un miroir impitoyable à la société, à faire rire le public et à accompagner Labidi dans ses déboires, sans jamais dramatiser à outrance.
À l'inverse, l'une des critiques les plus hostiles au film provient de la rédaction du Parisien : « Le Monde après nous qui se voudrait une dénonciation de l'« ubérisation » de la société et de l’exploitation des jeunes urbains d’aujourd’hui, donne dans la lourdeur dramatisante et livre une vision misérabiliste de notre époque ».